# Kazłowiczy 2
Kazłowiczy 2 (biał. Казловічы 2; ros. Козловичи 2, Kozłowiczi 2; ros. hist. Хутора Козловичские, Chutora Kozłowiczskie) – wieś na Białorusi, w obwodzie witebskim, w rejonie orszańskim, w sielsowiecie Zubawa. 

## Historia
W I połowie XX w. grupa chutorów. Miejscowość została wsią po II wojnie światowej, w czasach sowieckich. Od 1991 w granicach niepodległej Białorusi.